# Theridion strepitus
Theridion strepitus är en spindelart som beskrevs av Peck och Shear 1987. Theridion strepitus ingår i släktet Theridion och familjen klotspindlar. Inga underarter finns listade i Catalogue of Life.